# Bienvenue chez les Robinson
Série Classiques d'animation Disney
Chicken Little
(2005) Volt, star malgré lui
(2008)
Pour plus de détails, voir Fiche technique et Distribution.
Bienvenue chez les Robinson (Meet the Robinsons) est le 105e long-métrage d'animation (images de synthèse) et le 47e « Classique d'animation » des studios Disney, sorti en 2007, et réalisé par Stephen J. Anderson. Il s'inspire librement du livre pour enfants A Day with Wilbur Robinson de William Joyce paru en 1990.
Le film suit Lewis qui est un jeune orphelin de 12 ans qui a souvent des idées d'inventions. Son plus grand rêve est d'avoir une famille et de retrouver sa mère. Pour cela, il doit plonger au fond de sa mémoire, pour revoir son visage alors qu'elle le laissait sur le perron de l'orphelinat, peu après sa naissance. Il crée alors une machine pour scanner son cerveau et visualiser ce souvenir. Alors qu'il présente son invention à une foire de la science, il rencontre un jeune garçon d'un an son aîné, Wilbur. Celui-ci tente de le persuader qu'un mystérieux homme au chapeau melon tente d'intercepter son invention pour changer son destin et ruiner son avenir. Lewis va alors rencontrer la famille de Wilbur. Après avoir passé une journée avec elle, ses membres lui proposent de l'adopter. Mais après avoir vu la coupe de cheveux de Lewis, ils changent mystérieusement d'avis.

## Synopsis
Lewis est un inventeur en herbe de 12 ans qui a grandi dans un orphelinat. Un jour, son énergie et son excentricité ayant effrayé des parents adoptifs potentiels, il travaille toute la nuit sur une machine pour scanner sa mémoire afin de localiser sa mère biologique, qui l'a abandonné à l'orphelinat quand il était bébé. Tout en présentant le scanner à la foire scientifique de son école, Lewis rencontre Wilbur Robinson, 13 ans, un garçon mystérieux prétendant être un flic du temps du futur. Wilbur doit récupérer une machine à remonter le temps qu'un homme portant un chapeau melon a volée. Lewis essaie de faire une démonstration de son scanner, mais il a été saboté par l’homme au chapeau melon, semant le chaos dans la foire scientifique. Lewis part, dépité par cet énième échec tandis que l’homme au chapeau melon, avec l'aide de son chapeau melon robotisé nommé Doris, vole l’invention de Lewis.
Wilbur retrouve Lewis à l'orphelinat et essaie de le convaincre de réparer le scanner. Lewis exige la preuve que Wilbur dit la vérité. Wilbur le fait en les emmenant dans une deuxième machine à remonter le temps jusqu'à l'année 2037, qui est très avancée technologiquement. Lorsqu'ils arrivent, Lewis se rend compte qu'il peut simplement utiliser la machine à remonter le temps pour trouver sa mère. Wilbur n'est pas d'accord et la dispute qui en résulte les fait s'écraser. Wilbur demande à Lewis de réparer la machine à remonter le temps, et Lewis accepte à condition que Wilbur l'emmene rendre visite à sa mère par la suite. À contrecœur, Wilbur accepte et cache Lewis dans le garage. Lewis part accidentellement, cependant, et finit par rencontrer le reste de la famille Robinson, à l'exception de Cornelius, le père de Wilbur et l'inventeur des technologies de l'époque, qui est en voyage d'affaires. Après avoir suivi Lewis, l’homme au chapeau melon et Doris essaient de l'enlever, mais les Robinson les repoussent. Les Robinson proposent d'adopter Lewis, mais changent d'avis lorsqu'ils apprennent qu'il est du passé. Wilbur admet avoir menti à Lewis sur le fait de le ramener voir sa mère, ce qui fait fuir un Lewis amer.
L’homme au chapeau melon et Doris s'approchent de Lewis et proposent de l'emmener chez sa mère s'il répare le scanner de mémoire. Une fois qu'il l'a fait, ils le trahissent et l'attachent. L’homme au chapeau melon révèle que Cornelius Robinson est, en fait, la version future de Lewis, et qu'il est lui-même une version adulte du colocataire de Lewis, Michael "Goob" Yagoobian. Parce qu'il a été tenu éveillé par le travail de Lewis sur le scanner, Goob s'est endormi lors d'un match de baseball et n'a pas réussi à faire une prise importante, coûtant à son équipe le championnat. Goob est devenu si retiré et amer qu'il n'a jamais été adopté et est resté dans l'orphelinat longtemps après sa fermeture. Doris, quant à elle, est l'une des inventions ratées et abandonnées de Lewis du futur. Tous les deux se sont associés pour se venger de Lewis pour leurs malheurs et ont décidé de lui gâcher son avenir. Laissant Lewis dans le futur, ils retournent dans le passé et mettent en œuvre leur plan. Cependant, il est révélé que Doris a trompé tout le monde ; une fois produits en série, les chapeaux Doris se débarrassent de Goob et asservissent l'humanité. Lewis répare la deuxième machine à remonter le temps, confronte Doris dans le passé et la détruit en promettant de ne jamais l'inventer, rétablissant l'avenir dans son état utopique. Wilbur essaie de demander à l'adulte Goob de rejoindre la famille, mais celui-ci a préféré partir, submergé par le remords.
Alors que toute la famille se retrouve, Lewis rencontre enfin Cornelius face à face. Cornelius explique comment le scanner de mémoire a commencé sa carrière et persuade Lewis de retourner à la foire scientifique. Wilbur reprend Lewis, mais fait un arrêt en premier : comme il l'a promis, il ramène Lewis pour voir le moment où sa mère l'a abandonné. Lewis s'apprête à identifier sa mère mais se ravise au dernier moment et préfère aller de l'avant, comme la devise de sa version future.
Wilbur dépose Lewis à son époque et s'en va, traçant les lettres "A bientôt Papa" dans le ciel en partant. Lewis se dirige vers la foire et sur le chemin il passe par le stade, où il réveille Goob juste à temps pour qu'il fasse la prise gagnante. De retour à la foire, Lewis demande une chance de plus de démontrer son scanner, ce qui réussit cette fois-ci. Dans cette nouvelle ligne temporelle, Goob qui n'est plus rancunier est adopté par une famille. Lewis, lui, est adopté par Lucille, l'une des juges de la foire scientifique, et son mari Bud, qui le surnomme "Cornelius" et le ramène dans une maison ressemblant à celle des Robinsons aperçue dans le futur.

## Fiche technique
- Titre original : Meet the Robinsons
- Titre français : Bienvenue chez les Robinson
- Réalisation : Stephen J. Anderson
- Scénario : Michelle Bochner Spitz,Nathan Greno, Don Hall, Jon Bernstein, Joseph Mateo, Stephen J. Anderson et Auriane Redson adapté librement du livre pour enfants A Day with Wilbur Robinson de William Joyce (1990)
  - Directeur d'écriture : Don Hall
  - Storyboard : Nathan Greno, Joseph Mateo, Aurian Redson et Chris Williams
- Musique : Danny Elfman
- Production : Dorothy McKim
- Société de production : Walt Disney Pictures
- Société de distribution : Buena Vista Pictures Distribution
- Pays de production :  États-Unis
- Langue originale : anglais
- Format : couleur — 35 mm (Disney Digital 3D) — 1,85:1 — Dolby Digital, DTS et SDDS
- Genre : animation, comédie familiale
- Durée : 90 minutes
- Dates de sortie :
  - Royaume-Uni : 23 mars 2007
  - États-Unis, Canada : 30 mars 2007
  - France : 17 octobre 2007

## Distribution

### Voix originales
- Daniel Hansen / Jordan Fry : Lewis
- Wesley Singerman (en) : Wilbur Robinson
- Angela Bassett : Mildred
- Matthew Michael Josten : Michael « Goob » Yagoobian
- John H. H. Ford : M. Sidney Harrington
- Dara McGarry : Mme Katrina Harrington / réceptionniste
- Tom Kenny : M. Peter Willerstein
- Laurie Metcalf : Lucille Krunklehorn
- Jessie Flower : Franny enfant
- Nicole Sullivan : Franny
- Paul Butcher : Stanley
- Tracey Miller-Zarneke : Lizzy
- Stephen J. Anderson : Bowler Hat Guy (l'Homme au Chapeau Melon) - Goob adult / Grandpa Bud (Grand-père Bud) / Tallulah
- Don Hall : Coach / Gaston
- Ethan Sandler : DOR-15 (Doris) / CEO / Fritz / Petunia / Dmitri / Spike / Laszlo
- Tom Selleck : Cornelius Robinson - Lewis adult
- Adam West : Uncle Art (oncle Art)
- Kelly Hoover : Aunt Billie (Tante Billie)
- Harland Williams : Carl
- Aurian Redson : Frankie
- Nathan Greno : Lefty
- Joseph Mateo : Tiny le T-rex
- Joe Whyte : journaliste

### Voix françaises
- Victor Naudet : Lewis
- Thomas Sagols : Wilbur Robinson
- Sophie Deschaumes : Mildred
- Paul-Antoine Nahon : Michael « Goob » Yagoobian
- Sébastien Finck : M. Sidney Harrington / Tiny le T-Rex
- Véronique Alycia : Mme Katrina Harrington
- Jacques Bouanich : M. Peter Willerstein
- Virginie Mery : Lucille Krunklehorn
- Claire Bouanich : Franny enfant
- Ninou Fratellini : Franny
- Paul Nivet : Stanley
- Camille Timmerman : Lizzy
- Boris Rehlinger : l'Homme au chapeau melon - Goob adulte
- Patrice Dozier : grand-père Bud
- Lena Kowski : Tallulah
- Jean-François Aupied : Coach
- Pascal Massix : Gaston
- Jean-Bernard Guillard : CEO
- Serge Biavan : Spike / Dimitri
- Pierre Tessier : Fritz / Petunia
- Damien Witecka : Laszlo
- Lionel Tua : Cornelius - Lewis adulte
- Xavier Fagnon : l'oncle Art
- Marie-Eugénie Maréchal : la tante Billie
- Donald Reignoux : Carl
- Philippe Bozo : Frankie
- Stéphane Pouplard : le journaliste
- Jacques Frantz : une grenouille
- Gérard Lanvin : Lefty
- Jérémy Prévost

### Voix québécoises
- Léo Caron : Lewis
- Sébastien Reding : Wilbur
- Claudine Chatel : Mildred
- Louis Dallaire : Michael « Goob » Yagoobian
- Marc-André Bélanger : M. Sidney Harrington
- Johanne Garneau : Mme Katrina Harrington
- Jacques Lavallée : M. Peter Willerstein
- Michèle Lituac : Lucille Krunklehorn
- Célia Arsenault-Gouin : Franny
- François-Nicolas Dolan : Stanley
- Claudia-Laurie Corbeil : Lizzy
- Alain Zouvi : l'Homme au Chapeau Melon - Goob adult
- Vincent Davy : Grand-père Bud
- Catherine Hamann : Tallulah
- Manuel Tadros : Coach
- Louis-Philippe Dandenault : Gaston
- Tristan Harvey : Spike / Dimitri
- Patrice Dubois : Fritz / Pétunia
- Alain Sauvage : Laszlo
- Daniel Picard : Cornélius - Lewis adult
- Benoit Rousseau : l'oncle Art
- Viviane Pacal : la tante Billie
- Gilbert Lachance : Carl
- Martin Watier : Frankie
- Hugolin Chevrette : Tiny le dinosaure (T-Rex)
- Béatrice Picard : la grand-mère Lucille
- Pierre Chagnon : PDG
- Pierre Auger : le journaliste
- José Paradis et Luc Campeau : les chanteurs
- Marc-André Bélanger, Michel M. Lapointe et Paul Sarrasin : Voix additionnelles

## Sorties cinéma
- États-Unis : 30 mars 2007
- France : 17 octobre 2007

## Sorties vidéo
- États-Unis : 23 octobre 2007 (En DVD Et Blu-ray)
- France : 17 avril 2008 (En DVD et Blu-ray)

## Chansons du film
- L'Ami qui me croira ou Quelqu'un qui me croira au Québec - Soliste
- Ces petits bonheurs - Soliste
- La version japonaise utilise "Hitomi Hiraite" de Mitsuki comme chanson thème[1].

## Autour du film
- Le film est basé sur les personnages et l'histoire de l'album Une journée avec Martin Robinson (A Day with Wilbur Robinson) de William Joyce, publié en France par Bayard Jeunesse. Il devait originellement porter le même titre que le livre.
- Lors d'une scène du film, lorsque Lewis demande à Wilbur à quoi ressemble son père Cornelius, il lui répond Tom Selleck, le film montrant une photo de l'acteur. La scène est un clin d’œil métatextuel, Cornelius étant réellement interprété par l'acteur Tom Selleck en version originale.

- Le film termine sur une citation :

« Ne regardez pas en arrière. Allez de l'avant, pour ouvrir de nouvelles portes, faire de nouvelles choses par curiosité...
La curiosité nous fait découvrir de nouveaux chemins. Allez de l'avant. »

— Walt Disney
En anglais

« Around here, however, we don't look backwards for very long. We keep moving forward, opening up new doors and doing new things, because we're curious...
And curiosity keeps leading us down new paths. Keep moving forward. »

— Walt Disney

## Jeu vidéo
Un jeu vidéo est sorti sur PlayStation 2, PlayStation 3, PlayStation Portable, Xbox 360, Wii, Nintendo GameCube, Nintendo DS et PC.[réf. nécessaire]